# Gérard Puech
Pour les articles homonymes, voir Puech.
Pas d'image ? Cliquez ici

a Compétitions nationales et continentales officielles uniquement.

Gérard Puech, né le 25 février 1953 à Mouzieys-Teulet et mort le 30 décembre 2022, à Albi, est un joueur, arbitre et dirigeant de rugby à XIII dans les années 1970 et 1980.
Fidèle aux couleurs du club d'Albi où il a été formé après être passé par la maisons des jeunes d'Albi, il prend part au titre remporté par le club albigeois, le Championnat de France en 1977, aux côtés de ses frères Roland Puech et Christian Puech et y côtoyant en club Michel Moussard, Fernand Kaminski et Yves Alvernhe.
Il termine ensuite sa carrière sportive à Villefranche XIII puis devient arbitre et président du club du RC Albigeois. Il est également maire de sa ville natale Mouzieys-Teulet de 2008 à son décès.

## Palmarès
- Collectif :
  - Vainqueur du Championnat de France : 1977 (Albi).